# Fitzen
Fitzen là một đô thị thuộc huyện Lauenburg, trong bang Schleswig-Holstein, nước Đức. Đô thị Fitzen có diện tích 9,11 km², dân số thời điểm 31 tháng 12 năm 2006 là 367 người.